# アゼルバイジャン・ソビエト社会主義共和国

アゼルバイジャン社会主義ソビエト共和国
アゼルバイジャン・ソビエト社会主義共和国
アゼルバイジャン共和国
Azərbajcan Sosjalist Зyra Cumhyrijjəti (アゼルバイジャン語)
Азербайджанская Социалистическая Советская Республика (ロシア語)
Азәрбајҹан Совет Сосиалист Республикасы (アゼルバイジャン語)
Азербайджанская Советская Социалистическая Республика (ロシア語)
Azərbaycan Respublikası (アゼルバイジャン語)
Азербайджанская Республика (ロシア語)

国の標語:  Бүтүн өлкәләрин пролетарлары, бирләшин!（アゼルバイジャン語）
万国の労働者よ、団結せよ！国歌: 
Azərbaycan Respublikasının Dövlət Himni（アゼルバイジャン語）
アゼルバイジャン共和国国歌
（1920年 - 1922年）

Азәрбајҹан Совет Сосиалист Республикасынын Дөвләт Һимни（アゼルバイジャン語）
アゼルバイジャン・ソビエト社会主義共和国国歌
（1944年 - 1991年）
（歌詞付き）

（演奏のみ）

アゼルバイジャン・ソビエト社会主義共和国の位置

アゼルバイジャン・ソビエト社会主義共和国（アゼルバイジャン・ソビエトしゃかいしゅぎきょうわこく、アゼルバイジャン語: Азәрбајҹан Совет Сосиалист Республикасы / Azərbaycan Sovet Sosialist Respublikası / آذربایجان شوروی سوسیالیست جومهوریتی, ロシア語: Азербайджанская Советская Социалистическая Республика）、略称でアゼルバイジャン共和国（アゼルバイジャンきょうわこく）は、ソビエト連邦構成共和国のひとつである。
1920年に赤軍のアゼルバイジャン侵攻によって成立し、1922年にザカフカース社会主義連邦ソビエト共和国の一部としてソビエト連邦を構成したが、1936年にザカフカース連邦は解体し、以降はソビエト連邦構成共和国として機能する形で成立した。
1991年にソビエト連邦から独立宣言を発表し、アゼルバイジャン共和国となる。一方でアルメニア系住民が多数派を占めていたナゴルノ・カラバフ自治州は「ナゴルノ・カラバフ共和国」として分離独立を宣言し、2023年まで断続的に紛争が継続した。